# Veronica mampodrensis
Veronica mampodrensis är en grobladsväxtart som beskrevs av Taurino Mariano Losa och P. Monts.. Veronica mampodrensis ingår i släktet veronikor, och familjen grobladsväxter. Inga underarter finns listade i Catalogue of Life.